# Jonathan Scarfe
Jonathan Scarfe (n. 16 decembrie 1975, Toronto, Ontario, Canada) este un actor canadian.

## Biografie și carieră
S-a născut în Toronto, Ontario, ca fiul actorilor Alan Scarfe și  Sara Botsford. A renunțat la liceu la 15 ani și la 16 ani a lucrat pentru un an la  Stratford Festival, unde a învățat despre actorie.

## Filmografie

### Film
| An   | Titlu                                       | Rol                   | Note        |
| ---- | ------------------------------------------- | --------------------- | ----------- |
| 1997 | Dead Innocent                               | Jimmy                 |             |
| 1998 | Boogie Boy                                  | Leland Bowles         |             |
| 1998 | The Lesser Evil                             | tânărul Derek Eastman |             |
| 1998 | Short for Nothing                           | Malcolm               |             |
| 1999 | Crosswalk                                   | Dave Hiatt            | Scurtmetraj |
| 2002 | Liberty Stands Still                        | Bill Tollman          |             |
| 2002 | Slap Shot 2: Breaking the Ice               | Skipper Day           | Video       |
| 2002 | The Bay of Love and Sorrows                 | Michael Skid          |             |
| 2004 | The Work and the Glory                      | Joseph Smith          |             |
| 2005 | The Work and the Glory II: American Zion    | Joseph Smith          |             |
| 2006 | The Work and the Glory III: A House Divided | Joseph Smith          |             |
| 2007 | The Poet                                    | Oscar Koenig          |             |
| 2010 | Radio Free Albemuth                         | Nick Brady            |             |
| 2018 | Equalizer 2                                 | Resnik                |             |

### Televiziune
| An        | Titlu                                         | Rol                          | Note                                   |
| --------- | --------------------------------------------- | ---------------------------- | -------------------------------------- |
| 1993      | Family Passions                               | Rolf                         | Serial TV                              |
| 1994      | Highlander: The Series                        | Kelly                        | "Courage"                              |
| 1994      | Hawkeye                                       | Andrew                       | "The Warrior"                          |
| 1994–95   | Madison                                       | R.J. Winslow                 | Rol principal                          |
| 1995      | Murder, She Wrote                             | Jamie Carlson                | "Game, Set, Murder"                    |
| 1995      | Lonesome Dove: The Series                     | Toby Finch                   | "Thicker Than Water"                   |
| 1996      | The Morrison Murders: Based on a True Story   | Luke Morrison                | Film TV                                |
| 1996      | NYPD Blue                                     | Ted Manos                    | "Ted and Carey's Bogus Adventure"      |
| 1996      | The Outer Limits                              | Charlie Walters              | "Straight and Narrow"                  |
| 1997      | Breaking the Surface: The Greg Louganis Story | Keith                        | Film TV                                |
| 1997      | Poltergeist: The Legacy                       | Lucas                        | "Lives in the Balance"                 |
| 1997      | Daughters                                     | Jimmy Romeo                  | Film TV                                |
| 1997      | Total Security                                | Ted Hardy                    | "Who's Poppa?"                         |
| 1997–2001 | ER                                            | Chase Carter                 | Rol periodic                           |
| 1998      | White Lies                                    | Ian McKee                    | Film TV                                |
| 1999      | The Wrong Girl                                | Steve Fisher                 | Film TV                                |
| 1999      | The Sheldon Kennedy Story                     | Sheldon Kennedy              | Film TV                                |
| 1999      | Diagnosis: Murder                             | Quinn Montgomery             | "Murder at Midterm"                    |
| 2000      | Code Name Phoenix                             | Kenny Baker                  | Film TV                                |
| 2000      | The Outer Limits                              | Vince                        | "Gettysburg"                           |
| 2000      | Blood Money                                   | Peter Kafelnikoff            | Film TV                                |
| 2000      | Level 9                                       | Cypher                       | "Mob.com"                              |
| 2001      | Gideon's Crossing                             | Chester / Uncle / Joey       | "The Others"                           |
| 2002      | Tom Stone                                     | Wyman                        | "The Grand Alliance"                   |
| 2002      | Philly                                        | Tommy Cabretti               | "There's No Business Like No Business" |
| 2002      | The Division                                  | Arnold Milbank               | "Full Moon"                            |
| 2002      | 100 Days in the Jungle                        | Grunt                        | Film TV                                |
| 2003      | The Atwood Stories                            | Fred                         | "Betty"                                |
| 2003      | Burn: The Robert Wraight Story                | Robert Wraight               | Film TV                                |
| 2003      | Mafia Doctor                                  | Danny                        | Film TV                                |
| 2003      | Peacemakers                                   | Dean Wilder                  | "A Town Without Pity"                  |
| 2004      | The Clinic (Animal clinic)                    | Andrew MacDonald             | Film TV                                |
| 2004      | Judas                                         | Iisus                        | Film TV                                |
| 2004      | The L Word                                    | Matt                         | "Listen Up", "Liberally"               |
| 2004      | CSI: Miami                                    | Chase Shaw                   | "Legal"                                |
| 2005      | Dr. Vegas                                     | Logan                        | "Babe in the Woods"                    |
| 2005      | Grey's Anatomy                                | Hank                         | "Shake Your Groove Thing"              |
| 2005      | Into the West                                 | Gen. George Armstrong Custer | Miniserial TV                          |
| 2006      | Commander in Chief                            | Richard Laughlin             | "State of the Unions"                  |
| 2006      | Proof of Lies                                 | Sam Buckner                  | Film TV                                |
| 2006      | Above and Beyond                              | Bill Jacobson                | Miniserial TV                          |
| 2007      | Carolina Moon                                 | Dwight Collier               | Film TV                                |
| 2007      | Crossing Jordan                               | Ken Scott                    | "Hubris"                               |
| 2007      | Cold Case                                     | Will Paige (1938)            | "World's End"                          |
| 2007      | Conspiracy                                    | Cole Farris                  | "Pilot"                                |
| 2008      | Smallville                                    | Robert Queen                 | "Veritas"                              |
| 2008      | Vipers                                        | Cal Taylor                   | Film TV                                |
| 2008–09   | Raising the Bar                               | Charlie Sagansky             | Rol principal                          |
| 2009      | Hidden Crimes                                 | Kurt Warnecke                | Film TV                                |
| 2010      | The Glades                                    | Mark Ellison                 | "Booty"                                |
| 2010      | One Angry Juror                               | Curtis                       | Film TV                                |
| 2010      | Matadors                                      | Mitch Galloway               | Film TV                                |
| 2011      | Flashpoint                                    | Frank McCormick              | "Collateral Damage"                    |
| 2011      | Law & Order: LA                               | Douglas Cantu                | "Benedict Canyon"                      |
| 2011      | Desperate Housewives                          | Andrew                       | "And Lots of Security..."              |
| 2011      | The Closer                                    | Spencer Pittman              | "A Family Affair"                      |
| 2011      | Hallelujah                                    | Caleb                        | Film TV                                |
| 2012      | Drew Peterson: Untouchable                    | Jeff Aberdeen                | Film TV                                |
| 2012      | Private Practice                              | Mr. Murphy                   | "You Break My Heart"                   |
| 2012      | Perception                                    | Roger Probert                | Rol periodic                           |
| 2012      | Grimm                                         | Rev. Calvin                  | "The Good Shepherd"                    |
| 2014      | Hell on Wheels                                | Sydney Snow                  | Rol periodic (sez. 4)                  |
| 2015      | Love on the Air                               | Nick Linden                  | Film TV                                |
| 2015      | Ties That Bind                                | Matt McLean                  | Rol principal                          |
| 2015      | Angel of Christmas                            | Brady Howe                   | Film TV                                |
| 2016      | Dater's Handbook                              | George                       | Film TV                                |
| 2016      | The Magicians                                 | Joe                          | "Homecoming"                           |
| 2016–2021 | Van Helsing                                   | Axel Miller                  | Rol principal                          |
| 2017      | Bosch                                         | Andy Fink                    | "The Sea King"                         |
| 2017      | Doubt                                         | Officer Dixon                | "Finally"                              |
| 2017      | Christmas Solo                                | Nate                         | film TV, post-producție                |

## Legături externe
- Jonathan Scarfe la Internet Movie Database

## Vezi și
- Listă de actori canadieni